# Danh sách tiểu hành tinh: 23901–24000
| Tên                 | Tên đầu tiên | Ngày phát hiện       | Nơi phát hiện                      | Người phát hiện                                  |
| ------------------- | ------------ | -------------------- | ---------------------------------- | ------------------------------------------------ |
| 23901               | 1998 SU62    | 25 tháng 9 năm 1998  | Xinglong                           | Chương trình tiểu hành tinh Bắc Kinh Schmidt CCD |
| 23902 -             | 1998 SN64    | 20 tháng 9 năm 1998  | La Silla                           | E. W. Elst                                       |
| 23903 -             | 1998 SK65    | 20 tháng 9 năm 1998  | La Silla                           | E. W. Elst                                       |
| 23904 Amytang       | 1998 SE70    | 21 tháng 9 năm 1998  | Socorro                            | LINEAR                                           |
| 23905 -             | 1998 SQ70    | 21 tháng 9 năm 1998  | La Silla                           | E. W. Elst                                       |
| 23906 -             | 1998 SB72    | 21 tháng 9 năm 1998  | La Silla                           | E. W. Elst                                       |
| 23907 -             | 1998 SH72    | 21 tháng 9 năm 1998  | La Silla                           | E. W. Elst                                       |
| 23908 -             | 1998 SL80    | 16 tháng 9 năm 1998  | Socorro                            | LINEAR                                           |
| 23909 -             | 1998 SZ96    | 16 tháng 9 năm 1998  | Socorro                            | LINEAR                                           |
| 23910 -             | 1998 SP115   | 16 tháng 9 năm 1998  | Socorro                            | LINEAR                                           |
| 23911 -             | 1998 SF128   | 16 tháng 9 năm 1998  | Socorro                            | LINEAR                                           |
| 23912 -             | 1998 SU128   | 16 tháng 9 năm 1998  | Socorro                            | LINEAR                                           |
| 23913 -             | 1998 SB129   | 16 tháng 9 năm 1998  | Socorro                            | LINEAR                                           |
| 23914 -             | 1998 SO129   | 16 tháng 9 năm 1998  | Socorro                            | LINEAR                                           |
| 23915 -             | 1998 SN130   | 16 tháng 9 năm 1998  | Socorro                            | LINEAR                                           |
| 23916 -             | 1998 SD131   | 16 tháng 9 năm 1998  | Socorro                            | LINEAR                                           |
| 23917 -             | 1998 SV132   | 16 tháng 9 năm 1998  | Socorro                            | LINEAR                                           |
| 23918 -             | 1998 SH133   | 16 tháng 9 năm 1998  | Socorro                            | LINEAR                                           |
| 23919 -             | 1998 SV134   | 16 tháng 9 năm 1998  | Socorro                            | LINEAR                                           |
| 23920 -             | 1998 SE135   | 16 tháng 9 năm 1998  | Socorro                            | LINEAR                                           |
| 23921 -             | 1998 SH135   | 16 tháng 9 năm 1998  | Socorro                            | LINEAR                                           |
| 23922 Tawadros      | 1998 SR135   | 16 tháng 9 năm 1998  | Socorro                            | LINEAR                                           |
| 23923 -             | 1998 SA137   | 16 tháng 9 năm 1998  | Socorro                            | LINEAR                                           |
| 23924 Premt         | 1998 SX140   | 16 tháng 9 năm 1998  | Socorro                            | LINEAR                                           |
| 23925 -             | 1998 SZ140   | 16 tháng 9 năm 1998  | Socorro                            | LINEAR                                           |
| 23926 -             | 1998 SU141   | 16 tháng 9 năm 1998  | Socorro                            | LINEAR                                           |
| 23927 -             | 1998 SS144   | 20 tháng 9 năm 1998  | La Silla                           | E. W. Elst                                       |
| 23928 Darbywoodard  | 1998 ST160   | 16 tháng 9 năm 1998  | Socorro                            | LINEAR                                           |
| 23929 -             | 1998 SU163   | 18 tháng 9 năm 1998  | La Silla                           | E. W. Elst                                       |
| 23930 -             | 1998 SX163   | 18 tháng 9 năm 1998  | La Silla                           | E. W. Elst                                       |
| 23931 -             | 1998 SV164   | 21 tháng 9 năm 1998  | Anderson Mesa                      | LONEOS                                           |
| 23932 -             | 1998 TN2     | 13 tháng 10 năm 1998 | Caussols                           | ODAS                                             |
| 23933 -             | 1998 TD3     | 14 tháng 10 năm 1998 | Catalina                           | CSS                                              |
| 23934 -             | 1998 TN5     | 13 tháng 10 năm 1998 | Đài thiên văn Zvjezdarnica Višnjan | K. Korlević                                      |
| 23935 -             | 1998 TU6     | 13 tháng 10 năm 1998 | Višnjan Observatory                | K. Korlević                                      |
| 23936 -             | 1998 TV6     | 13 tháng 10 năm 1998 | Višnjan Observatory                | K. Korlević                                      |
| 23937 Delibes       | 1998 TR15    | 15 tháng 10 năm 1998 | Caussols                           | ODAS                                             |
| 23938 -             | 1998 TR33    | 14 tháng 10 năm 1998 | Anderson Mesa                      | LONEOS                                           |
| 23939 -             | 1998 TV33    | 14 tháng 10 năm 1998 | Anderson Mesa                      | LONEOS                                           |
| 23940 -             | 1998 UE      | 16 tháng 10 năm 1998 | Catalina                           | CSS                                              |
| 23941 -             | 1998 UW1     | 16 tháng 10 năm 1998 | Đài thiên văn Zvjezdarnica Višnjan | K. Korlević                                      |
| 23942 -             | 1998 UX1     | 16 tháng 10 năm 1998 | Višnjan Observatory                | K. Korlević                                      |
| 23943 -             | 1998 UO2     | 20 tháng 10 năm 1998 | Caussols                           | ODAS                                             |
| 23944 Dusser        | 1998 UR3     | 20 tháng 10 năm 1998 | Caussols                           | ODAS                                             |
| 23945 -             | 1998 US4     | 20 tháng 10 năm 1998 | Caussols                           | ODAS                                             |
| 23946 Marcelleroux  | 1998 UL6     | 22 tháng 10 năm 1998 | Caussols                           | ODAS                                             |
| 23947 -             | 1998 UH16    | 23 tháng 10 năm 1998 | Caussols                           | ODAS                                             |
| 23948 -             | 1998 UQ18    | 25 tháng 10 năm 1998 | Oizumi                             | T. Kobayashi                                     |
| 23949 Dazapata      | 1998 UP21    | 28 tháng 10 năm 1998 | Socorro                            | LINEAR                                           |
| 23950 -             | 1998 UM24    | 18 tháng 10 năm 1998 | Anderson Mesa                      | LONEOS                                           |
| 23951 -             | 1998 UX25    | 18 tháng 10 năm 1998 | La Silla                           | E. W. Elst                                       |
| 23952 -             | 1998 UU28    | 18 tháng 10 năm 1998 | La Silla                           | E. W. Elst                                       |
| 23953 -             | 1998 UV30    | 18 tháng 10 năm 1998 | La Silla                           | E. W. Elst                                       |
| 23954 -             | 1998 UT35    | 28 tháng 10 năm 1998 | Socorro                            | LINEAR                                           |
| 23955 -             | 1998 UO44    | 18 tháng 10 năm 1998 | Anderson Mesa                      | LONEOS                                           |
| 23956 -             | 1998 VD9     | 10 tháng 11 năm 1998 | Socorro                            | LINEAR                                           |
| 23957 -             | 1998 VL16    | 10 tháng 11 năm 1998 | Socorro                            | LINEAR                                           |
| 23958 -             | 1998 VD30    | 10 tháng 11 năm 1998 | Socorro                            | LINEAR                                           |
| 23959 -             | 1998 VZ36    | 10 tháng 11 năm 1998 | Socorro                            | LINEAR                                           |
| 23960 -             | 1998 VL37    | 10 tháng 11 năm 1998 | Socorro                            | LINEAR                                           |
| 23961 -             | 1998 VL39    | 11 tháng 11 năm 1998 | Socorro                            | LINEAR                                           |
| 23962 -             | 1998 WO1     | 18 tháng 11 năm 1998 | Oizumi                             | T. Kobayashi                                     |
| 23963 -             | 1998 WY8     | 18 tháng 11 năm 1998 | Chichibu                           | N. Sato                                          |
| 23964 -             | 1998 WR15    | 21 tháng 11 năm 1998 | Socorro                            | LINEAR                                           |
| 23965 -             | 1998 WP16    | 21 tháng 11 năm 1998 | Socorro                            | LINEAR                                           |
| 23966 -             | 1998 WO22    | 18 tháng 11 năm 1998 | Socorro                            | LINEAR                                           |
| 23967 -             | 1998 XQ12    | 14 tháng 12 năm 1998 | Đài thiên văn Zvjezdarnica Višnjan | K. Korlević                                      |
| 23968 -             | 1998 XA13    | 8 tháng 12 năm 1998  | Caussols                           | ODAS                                             |
| 23969 -             | 1998 XF78    | 15 tháng 12 năm 1998 | Socorro                            | LINEAR                                           |
| 23970 -             | 1998 YP6     | 21 tháng 12 năm 1998 | Caussols                           | ODAS                                             |
| 23971 -             | 1998 YU9     | 25 tháng 12 năm 1998 | Đài thiên văn Zvjezdarnica Višnjan | K. Korlević, M. Jurić                            |
| 23972 -             | 1999 AA      | 3 tháng 1 năm 1999   | Oizumi                             | T. Kobayashi                                     |
| 23973               | 1999 CA4     | 5 tháng 2 năm 1999   | Xinglong                           | Chương trình tiểu hành tinh Bắc Kinh Schmidt CCD |
| 23974 -             | 1999 CK12    | 12 tháng 2 năm 1999  | Socorro                            | LINEAR                                           |
| 23975 Akran         | 1999 CU81    | 12 tháng 2 năm 1999  | Socorro                            | LINEAR                                           |
| 23976 -             | 1999 DZ6     | 23 tháng 2 năm 1999  | Socorro                            | LINEAR                                           |
| 23977 -             | 1999 GW6     | 14 tháng 4 năm 1999  | Socorro                            | LINEAR                                           |
| 23978 -             | 1999 JF21    | 10 tháng 5 năm 1999  | Socorro                            | LINEAR                                           |
| 23979 -             | 1999 JL82    | 12 tháng 5 năm 1999  | Socorro                            | LINEAR                                           |
| 23980 Ogden         | 1999 JA124   | 14 tháng 5 năm 1999  | Socorro                            | LINEAR                                           |
| 23981 Patjohnson    | 1999 LC4     | 9 tháng 6 năm 1999   | Socorro                            | LINEAR                                           |
| 23982 -             | 1999 LM12    | 9 tháng 6 năm 1999   | Socorro                            | LINEAR                                           |
| 23983 -             | 1999 NS11    | 13 tháng 7 năm 1999  | Socorro                            | LINEAR                                           |
| 23984 -             | 1999 NC42    | 14 tháng 7 năm 1999  | Socorro                            | LINEAR                                           |
| 23985 -             | 1999 NB53    | 12 tháng 7 năm 1999  | Socorro                            | LINEAR                                           |
| 23986 -             | 1999 NZ53    | 12 tháng 7 năm 1999  | Socorro                            | LINEAR                                           |
| 23987 -             | 1999 NB63    | 13 tháng 7 năm 1999  | Socorro                            | LINEAR                                           |
| 23988 Maungakiekie  | 1999 RB      | 2 tháng 9 năm 1999   | Auckland                           | I. P. Griffin                                    |
| 23989 Farpoint      | 1999 RF      | 3 tháng 9 năm 1999   | Farpoint                           | G. Hug, G. Bell                                  |
| 23990 Springsteen   | 1999 RM1     | 4 tháng 9 năm 1999   | Auckland                           | I. P. Griffin                                    |
| 23991 -             | 1999 RD3     | 6 tháng 9 năm 1999   | Đài thiên văn Zvjezdarnica Višnjan | K. Korlević                                      |
| 23992 Markhobbs     | 1999 RO11    | 7 tháng 9 năm 1999   | Socorro                            | LINEAR                                           |
| 23993 -             | 1999 RS13    | 7 tháng 9 năm 1999   | Socorro                            | LINEAR                                           |
| 23994 Mayhan        | 1999 RA14    | 7 tháng 9 năm 1999   | Socorro                            | LINEAR                                           |
| 23995 Oechsle       | 1999 RX17    | 7 tháng 9 năm 1999   | Socorro                            | LINEAR                                           |
| 23996 -             | 1999 RT27    | 8 tháng 9 năm 1999   | Đài thiên văn Zvjezdarnica Višnjan | K. Korlević                                      |
| 23997 -             | 1999 RW27    | 8 tháng 9 năm 1999   | Višnjan Observatory                | K. Korlević                                      |
| 23998 -             | 1999 RP29    | 8 tháng 9 năm 1999   | Socorro                            | LINEAR                                           |
| 23999 Rinner        | 1999 RA33    | 9 tháng 9 năm 1999   | Saint-Michel-sur-Meurthe           | L. Bernasconi                                    |
| 24000 Patrickdufour | 1999 RB33    | 10 tháng 9 năm 1999  | Saint-Michel-sur-Meurthe           | L. Bernasconi                                    |